# Law of the Panhandle
Law of the Panhandle è un film del 1950 diretto da Lewis D. Collins.
È un western statunitense con Johnny Mack Brown e Jane Adams.

## Produzione
Il film, diretto da Lewis D. Collins su una sceneggiatura di Joseph F. Poland, fu prodotto da Jerry Thomas per la Monogram Pictures e girato da metà luglio a fine luglio 1950. Il titolo di lavorazione fu Texas Raiders.

## Distribuzione
Il film fu distribuito negli Stati Uniti dal 17 settembre 1950 al cinema dalla Monogram Pictures.

## Promozione
La tagline è: RANGE RATS RUN FOR COVER! HERE'S...JOHNNY MACK BROWN.